# 京剧猫
《京剧猫》（英語：Jing-Ju Cats、Beijing Opera Cats)，是由中国大陆北京市璀璨星空文化发展有限公司根据繪本《京剧猫长坂坡》改编的一部面向儿童的中国传统文化动画片。动画片的角色是以猫为主，剧情以中国的国粹京剧为题。讲述了星罗班与十二位宗主共同驱散混沌，拯救猫土的故事。
第一季上篇于2015年12月28日播出、第一季下篇于2016年9月26日播出。第二季于2017年7月10日播出。第三季于2018年7月9日播出，第四季於2020年3月24日播出，其电影正在制作中。

## 故事
故事主要讲述的是一个京剧猫后裔的故事：一个居住在咚锵镇上的星罗班在猫土上历险，拯救猫民，驱散混沌，净化十二宗，打败猫土的反派：黯，拯救猫土的故事。在历险的途中，不但发生了一些使它们震惊的事情，也出现催人泪下的场面，并在途中不断磨练它们的意志，不断成长。

## 角色介绍

### 主要角色
动画片《京剧猫》中的角色设计的主体是以猫为主题，设计风格带有中国古典韵味，同时部分角色的姓名借鉴于京剧中的人物。

| 角色             | 大陆配音     | 性格                                                             |
| 白糖             | 罗玉婷、杨鸥 | 热爱生活，不轻言放弃                                             |
| 武崧             | 李正翔       | 頭腦冷靜、身手敏捷、武藝高強、自傲俊酷、獨來獨往、並具有領袖風範 |
| 小青             | 王晓彤       | 知識豐富、任性傲嬌、思維縝密並善良可愛                           |
| 大飞             | 孟祥龙       | 粗獷、霸氣、細心、沉穩踏實、憨厚親切並心思細膩                   |
| 金婆婆           | 范楚绒       | 性格睿智、乐观洒脱并深藏不露                                     |
| 唐明             | 符冲         | 認真冷靜、嚴厲且和藹                                             |
| 荣光             | 刘北辰       | 乐观开朗                                                         |
| 豆腐（齐鲁大哥） | 刘以嘉       | 直率真诚                                                         |
| 汤圆（福广兄弟） | 刘垚         | 直率真诚                                                         |
| 叽里咕噜         | 符冲         | 神出鬼没并深不可测                                               |
| 画师猫           | 苏鑫         | 勤奋好学并踏踏实实                                               |
| 瞳瞳             | 张安琪       | 勇敢无畏、大气凛然且重情重义                                     |
| 机器猫           | 孙晔         | 贪玩好动                                                         |
| 修               | 刘北辰       | 重要關頭會在白糖身邊化身為叽里咕噜                               |
| 小黑（黯）       | 孙晔         | 邪恶又神秘、贪婪又孤独                                           |
| 长乐             | 苏鑫         | 別名為傀儡師、處心積慮並貪玩                                     |

### 十二宗派
十二宗派类似于管理部门，起着维护猫土社会安定的作用，按照不同宗派的属性,其自身可分为两种类型，前者为武宗，武宗主要是通过自身所习得的体术来发挥其韵力，一般位于战争前方。后者为文宗，文宗是通过使用区配的道具来发挥其韵力，一般位于战争的后方，所以被称为「八方四守」。此外宗派录取的前提类似于古中国的阶级制度：以血统或出生门第作为录取基础。

| 宗派 | 宗主         | 来源 | 备注 |
| 手宗 | 忠、灵锡     | 胸腔 | 十二宗内大多数的法器也是由手宗一手制造，擅长制作和使用各类道具。宗宫位于手宗机巧城中心上空，以“悬空核”作为动力源的悬浮岛上                                                 |
| 眼宗 | （西门）瞳瞳 | 眼睛 | 精通瞳术，并可借此迷惑并祛除魔物。眼宗瞳术效果各不相同，小到控制花草植物，大到能够制造幻觉幻境。宗宫之上存放只有眼宗宗主才能够使用的法器“天眼”，可以增强韵力以及瞳术的威力 |
| 身宗 | 墨兰         | 腰部 | 以身法见长，能以物化水，擅长将优美的舞蹈化入招式，以柔克刚 |
| 步宗 | 风无忌       | 会阴 | 功夫以步法、腿法为主，腿部的速度和力量惊人，更能在流沙中如履平地。 |
| 唱宗 | 银婆婆       | 咽喉 | 均以声音作为武器，能够发出巨大的声波 |
| 念宗 | 长乐         | 心脏 | 可以通过特殊的手段，控制他人的情绪，甚至行为 |
| 做宗 | 叽里咕噜     | 天灵 | 通过最扎实的基本功，融会贯通最基础最纯粹的韵力，成为十二宗里，唯一拥有强化能力的宗派                                                                                       |
| 打宗 | 褚山君       | 丹田 | 以体术见长，更能掌握运用火焰的力量，净灼混沌 |
| 纳宗 | 纳兰         | 额心 | 集中培训，测试有资质的猫，并把通过测试的弟子送入适合的宗派 |
| 督宗 | 铁面         | 额心 | 主管督察，目的是为了监督、制约强大的京剧猫们，让他们不会借韵力为非作歹 |
| 录宗 | 欧阳         | 额心 | 主掌猫土历史的篆记，所有猫土的文献记录，全由录宗管理 |
| 判宗 | 无情         | 额心 | 执行猫土律法的宗派，判定善恶，并予以惩处 |

## 原声带

### 《京剧猫》
- 音乐：阿鲲音乐工作室
- 编曲：刘小博
- 作词：何其玲
- 作曲：阿鲲
- 演唱：胡莎莎、曹洋、周品
- 混音：王鹏

## 播出时间
以下播出时间仅供参考，如有变更，请以实际播出时间为准。

### 大陆频道
| 频道                   | 播出时间    | 备注              |
| 北京电视台卡酷少儿频道 | 17:00-17:25 | 第一季上篇        |
| 北京电视台卡酷少儿频道 | 19:00-19:00 | 第一季下篇        |
| 北京电视台卡酷少儿频道 | 18:30       | 周一至周五 第二季 |
| TVS5广东南方少儿       | 11:00       |                   |
| 石家庄市电视台         | 17:10       | 周末              |
| 石家庄市生活频道       | 17:10       | 周末              |
| 甘肃省电视台           | 15:32       |                   |
| 甘肃省少儿频道         | 15:32       |                   |
| 大连电视台             | 13:00-14:00 |                   |
| 大连少儿频道           | 13:00-14:00 |                   |
| 中国教育电视台         | 17:36       |                   |
| 早教频道               | 17:36       |                   |
| 四川卫视(电视台)       | 17:19       |                   |
| 浙江少儿频道           | 11:30       |                   |
| 青海卫视               | 8:05        |                   |
| 海口市电视台           | 9:00        |                   |
| 海南少儿频道           | 9:00        |                   |

### 海外频道
| 频道        | 播出时间            | 备注       |
| 新传媒8频道 |                     |            |
| Astro小太阳 | 10:30、17:00、21:00 | 周一至周五 |
| Astro AEC   | 20:30               | 周六至周日 |

### 网络频道
| 频道     | 更新时间      | 备注                                                                 |
| 优酷     | 2020年3月24日 | 京剧猫第四季的先导福利版(1~26集)于优酷发布                           |
| 腾讯视频 |               |                                                                      |
| 芒果TV   |               |                                                                      |
| Bilibili | 2018年8月28日 | 2018年8月28日京剧猫在B站的官方号上更新了京剧猫第三季。第四季尚未发布 |

## 播出状况
在2016年期间，《京剧猫》在北京电视台卡酷少儿频道、广东嘉佳卡通频道、上海炫动卡通频道等其他中国大陆电视台上播出的同时段收视率份额占比为13.5% 、收视率为1.77% 、播放量超过7亿。动漫综合分为9.1分，并多次在中国大陆的动漫平台排行榜第一名，打破了多项中国动画的收视记录。

## 剧集列表
以下剧集列表仅供参考，如有变更，请以实际剧集列表为准。
| 集数 | 中文標題             | 主要角色 | 区域     | 首播日期 |
| ---- | -------------------- | --- | -------- | -------- |
| 01   | 初现！最后的京剧猫   | 白糖、小青、武崧、大飞、修、豆腐、汤圆 | 咚锵镇   |          |
| 02   | 发现！传说中的锣楼   | 白糖、小青、武崧、大飞、唐明、金婆婆、修 | 咚锵镇   |          |
| 03   | 元初锣！久违的阳光   | 白糖、小青、武崧、大飞、唐明、修 | 咚锵镇   |          |
| 04   | 试炼！柴米油盐酱醋糖 | 白糖、小青、武崧、大飞、唐明、金婆婆 | 咚锵镇   |          |
| 05   | 闪耀吧！韵之光芒     | 白糖、小青、武崧、大飞、唐明 | 咚锵镇   |          |
| 06   | 净化！巴山的守护神   | 白糖、大飞、豆腐、汤圆 | 咚锵镇   |          |
| 07   | 危机！意外的重逢     | 白糖、小青、武崧、大飞、唐明、荣光 | 咚锵镇   |          |
| 08   | 合力！冲破城门       | 白糖、小青、武崧、大飞、唐明、荣光 | 咚锵镇   |          |
| 09   | 四方村！爱的力量     | 白糖、小青、武崧、大飞、唐明 | 四方村   |          |
| 10   | 考验！分宗试炼开始   | 白糖、小青、武崧、大飞、唐明、纳兰 | 纳宗     |          |
| 11   | 突破！破解试炼危机   | 白糖、小青、武崧、大飞、唐明、纳兰、欧阳、判官猫、黯                                                                                         | 纳宗     |          |
| 12   | 彗星！ 韵之证明      | 白糖、小青、武崧、大飞、唐明、纳兰 | 纳宗     |          |
| 13   | 十二宗！京剧猫课堂   | 白糖、小青、武崧、大飞、唐明 | 纳宗     |          |
| 14   | 合格！京剧猫白糖     | 白糖、小青、武崧、大飞、唐明、判官猫 | 纳宗     |          |
| 15   | 循环！奇怪的城镇     | 白糖、小青、武崧、大飞、唐明、画师猫 | 录宗外围 |          |
| 16   | 回忆！录宗宗主       | 白糖、小青、大飞、黯、画师猫 | 录宗     |          |
| 17   | 考验！寻找武崧       | 白糖、小青、武崧、大飞、画师猫 | 录宗     |          |
| 18   | 困境！象棋迷局       | 白糖、小青、武崧、大飞、唐明、画师猫 | 录宗     |          |
| 19   | 破灭！征服世界的美梦 | 白糖、小青、武崧、大飞、果儿 | 眼宗外围 |          |
| 20   | 心结！奶奶的眼睛     | 白糖、小青、武崧、大飞、钟无艳、豆豆 | 眼宗外围 |          |
| 21   | 雪山！少女与冰雕     | 白糖、小青、武崧、大飞 | 眼宗外围 |          |
| 22   | 贯穿！冰雪的绝境     | 白糖、小青、武崧、大飞 | 眼宗外围 |          |
| 23   | 遭遇！极峰岭的守护者 | 白糖、小青、武崧、大飞 | 眼宗外围 |          |
| 24   | 燃烧！象棋棍棒       | 白糖、小青、武崧、大飞 | 眼宗外围 |          |
| 25   | 复仇！愤怒的凶犯     | 白糖、小青、武崧、大飞、瞳瞳 | 眼宗外围 |          |
| 26   | 奋战！无敌的盲点     | 白糖、小青、武崧、大飞、西门、瞳瞳 | 眼宗外围 |          |
| 27   | 友情！西门与瞳瞳     | 白糖、小青、武崧、大飞、西门，瞳瞳 | 眼宗     |          |
| 28   | 争夺！眼宗宗主之位   | 西门、瞳瞳 | 眼宗     |          |
| 29   | 启动！天眼台的秘密   | 白糖、小青、武崧、大飞、西门、瞳瞳 | 眼宗     |          |
| 30   | 天眼！心中的幻境     | 白糖、小青、武崧、大飞、大飞的奶奶、西门、瞳瞳                                                                                               | 眼宗     |          |
| 31   | 伤痛！预知的真相     | 白糖、小青、武崧、大飞、、西门、瞳瞳 | 眼宗     |          |
| 32   | 自由！眼宗重获解放   | 白糖、小青、武崧、大飞、西门、瞳瞳、果儿、钟无艳、豆豆                                                                                       | 眼宗     |          |
| 33   | 衰败！封锁的城镇     | 白糖、小青、武崧、大飞、洛克 | 手宗外围 |          |
| 34   | 幽暗！矿道中的巨影   | 白糖、小青、武崧、大飞、洛克 | 手宗外围 |          |
| 35   | 强敌！星罗班的危机   | 白糖、小青、武崧、大飞、洛克、洛克的父亲 | 手宗外围 |          |
| 36   | 觉醒！共同战斗       | 白糖、小青、武崧、大飞、洛克、洛克的父亲 | 手宗外围 |          |
| 37   | 失落！叽里咕噜的忠告 | 白糖、小青、武崧、大飞、叽里咕噜 | 手宗外围 |          |
| 38   | 疑惑！迷失的韵力     | 白糖、小青、武崧、大飞、、叽里咕噜 | 手宗外围 |          |
| 39   | 开导！心中的迷惘     | 白糖、小青、武崧、大飞、叽里咕噜 | 手宗外围 |          |
| 40   | 验收！修炼的成果     | 白糖、小青、武崧、大飞、叽里咕噜 | 手宗外围 |          |
| 41   | 浮现！心中的阴影     | 金婆婆、荣光 | 咚锵镇   |          |
| 42   | 苦练！恢复韵力       | 金婆婆、荣光 | 咚锵镇   |          |
| 43   | 缘由！另一个荣光     | 金婆婆、荣光 | 咚锵镇   |          |
| 44   | 释怀！荣光的执念     | 白糖、小青、武崧、大飞、唐明、金婆婆、荣光                                                                                                   | 咚锵镇   |          |
| 45   | 误入！迷宫中的游戏   | 白糖、小青、武崧、大飞、机器猫 | 手宗外围 |          |
| 46   | 瞄准！致胜的时机     | 白糖、武崧 | 手宗外围 |          |
| 47   | 空阔！捉迷藏的时限   | 白糖 | 手宗外围 |          |
| 48   | 暗藏！心中的执念     | 白糖、小青、武崧、大飞、忠、灵犀、机器猫 | 手宗外围 |          |
| 49   | 潜入！手宗机巧城     | 白糖、小青、武崧、大飞、忠 | 手宗外围 |          |
| 50   | 计划！通向宗宫之路   | 白糖、小青、武崧、大飞、忠、灵犀 | 手宗外围 |          |
| 51   | 探寻！面具猫的回忆   | 白糖、忠、灵犀 | 手宗外围 |          |
| 52   | 威胁！最强兵器的诞生 | 白糖、小青、武崧、大飞、忠、灵犀 | 手宗外围 |          |
| 53   | 飞翔！重回宗宫       | 白糖、小青、武崧、大飞、忠、灵犀 | 手宗外围 |          |
| 54   | 突破！目标实验室     | 白糖、小青、武崧、大飞、忠、灵犀 | 手宗     |          |
| 55   | 现身！混沌的支配者   | 白糖、小青、武崧、大飞、忠、灵犀、黯、傀儡师、提线猫                                                                                         | 手宗     |          |
| 56   | 恐惧！守护的心       | 白糖、小青、武崧、大飞、忠、灵犀、黯 | 手宗     |          |
| 57   | 破坏！毁灭的侵蚀     | 白糖、小青、武崧、大飞、忠、灵犀、黯 | 手宗     |          |
| 58   | 魔化！拯救白糖       | 白糖、小青、武崧、大飞、忠、灵犀、黯 | 手宗     |          |
| 59   | 照耀！新生的光辉     | 白糖、小青、武崧、大飞、忠、灵犀、黯 | 手宗     |          |
| 60   | 击碎！手宗的明日     | 白糖、小青、武崧、大飞、豆腐、汤圆、叽里咕噜 唐明、金婆婆、荣光、纳兰、欧阳、画师猫、西门 瞳瞳、果儿、忠、灵犀、洛克、洛克的父亲、黯、傀儡师 | 手宗     |          |

## 相关作品

### 动画片
- 第一部:  京剧猫
- 第二部:  京剧猫之信念的冒险[14]
- 第三部:  京剧猫之乘风破浪[15]
- 第四部: 京剧猫之脚踏实地[16]

### 电影
- 京剧猫：霸王折 ，但目前剧组经费不足，现已经流水，可能在未来会重制 [17][18]

### 舞台剧
- 圆明园奇妙夜
- 奔跑吧！白糖[19]

### 书籍
- 《京剧猫连环画》[20]
- 《京剧猫日常》[21]
- 《京剧猫之眼宗外传》[22]

### 游戏
- 京剧猫[23]

## 其它

### 寻猫启事
由于因某些原因动画片的制作商推迟发布《京剧猫》第一部的下部分剧情，从而引发了一场中国社交网络上“寻猫启示”的事件。这是一场由粉丝发起的一场寻猫启事，并在短时间内在中国的社交网络上疯狂转发，并且在北京的一部分街边的墙上还粘贴着寻猫启事，据了解这是京剧猫的粉丝所粘贴的 。

### 踏入海外
《京剧猫》于2017年2月参加美国 Kidscreen 展会，作为唯一一部受到邀请参展的中国动画吸引了不少海外人士目光。
《京剧猫》于2017年5月参加美国拉斯维加斯的 Licensing Expo 展会。在展会尚未开始时已被美国多家媒体报道，目前已经再次引起了海外人士的眼光，部分海外人士对此剧表示期待，但因制作商没有推出英文版本《京剧猫》而遭到许多海外观众抱怨。

### 与美国Splash娱乐公司合作
《京剧猫》于2017年10月16日在法国戛纳参加戛纳电视节期间，璀璨星空文化公司与美国Splash公司针对动画片《京剧猫》签署战略合作的协议，会对动画片《京剧猫》进行美国本地化和海外宣传发行等工作。

### 主题乐园
2018年8月，璀璨星空文化传播有限公司称将在广东省知名温泉旅游县内建设以「京剧猫文化小镇」为题的主题乐园，并表示已与当地政府制定了相关协议。

## 奖项
| 年份 | 奖项                         | 是否得奖 | 备注   |
| ---- | ---------------------------- | -------- | ------ |
| 2013 | MIPJunior Hot Pick           | 提名     | [ 43 ] |
| 2014 | 亚洲动画创投会入围作品       | 獲獎     |        |
| 2014 | 上海白玉兰电视节             | 獲獎     |        |
| 2015 | 中国国产动画精品             | 獲獎     |        |
| 2016 | 中国CCIF卡通产业论坛暨新光奖 | 獲獎     |        |
| 2018 | 亞洲最受歡迎的虛擬動漫人物   | 獲獎     | [ 44 ] |

## 展会
以下展会时间仅供参考，如有变更，请以官方时间为准。
| 年份 | 月份 | 展会                     | 展位          | 区域     | 备注          |
| ---- | ---- | ------------------------ | ------------- | -------- | ------------- |
| 2016 | 4    | 国际动漫节               | A2-4          | 中国大陆 |               |
| 2016 | 10   | 上海国际品牌授权展会     | E2A49         | 中国大陆 |               |
| 2017 | 3    | 东京国际动漫展           | 主会场J-57-04 | 日本     | [ 45 ]        |
| 2017 | 4    | 第二十一届北京动漫嘉年华 |               | 中国大陆 | [ 46 ]        |
| 2017 | 5    | Licensing Expo           | N236          | 美国     | [ 47 ] [ 48 ] |
| 2017 | 6    | 法国昂西动漫展           |               | 法国     | [ 49 ]        |
| 2017 |      | MIPCOM                   |               | 中国大陆 | [ 50 ]        |
| 2018 |      | HKILS                    |               | 香港     | [ 51 ]        |
| 2018 | 7    | 上海 LEC全球授权展       | 2 -1B10       | 中国大陆 | [ 52 ]        |